# Hafen Muara
Der Hafen Muara (englisch Port of Muara) ist ein Hafen im Nordosten der Brunei Bay, dem Flussdelta des Brunei River in Muara in Brunei Darussalam. Der Hafen wurde in den 1960er Jahren unter Omar Ali Saifuddin III. angelegt und seitdem stetig ausgebaut. Seit 2017 ist ein Ausbau zur Anbindung an internationale Strecken vorgesehen. Er ist Basis der Königlichen Marine Bruneis.
Der Hafen wird von der Muara Port Company Sdn Bhd unter Aufsicht der Maritime and Port Authority of Brunei Darussalam betrieben, die im Hafen ihren Hauptsitz hat.